# Geocalamus acutus
Geocalamus acutus — вид плазунів з родини амфісбенових (Amphisbaenidae). Мешкає в Кенії і Танзанії.

## Поширення і екологія
Geocalamus acutus мешкають на південному сході Кенії та на північному сході Танзанії, а також в регіоні Додома на сході центральної Танзанії. Вони живуть в сухих саванах та на полях, серед піщаного ґрунту. Ведуть риючий, денний спосіб життя. Живляться безхребетними, відкладають яйця.